# Teatro Sotterraneo
Sotterraneo è una compagnia teatrale italiana vincitrice di numerosi premi, fondata a Firenze nel 2004.

## Storia
Sotterraneo si forma a Firenze nel 2005 come gruppo di ricerca teatrale composto da un nucleo autoriale fisso cui si affianca un cluster di collaboratori che variano a seconda dei progetti. Ogni lavoro del gruppo è una sonda lanciata a indagare le possibilità linguistiche del teatro, luogo a un tempo fisico e intellettuale, antico e irrimediabilmente contemporaneo. Con opere trasversali e stratificate nella ricerca su forme e contenuti, Sotterraneo si muove attraverso i formati – dallo spettacolo frontale al site-specific passando per la performance – focalizzando le contraddizioni e i coni d’ombra del presente, secondo un approccio avant-pop che cerca di cantare il nostro tempo rimanendo in equilibrio fra l’immaginario collettivo e il pensiero più anticonvenzionale, considerando la scena un luogo di cittadinanza e gesti quotidiani di cultura che allenano la coscienza critica del pubblico, destinatario e centro di senso di ogni nostro progetto.
Sotterraneo negli anni riceve alcuni tra i più importanti riconoscimenti teatrali a livello nazionale e internazionale: Premio Lo Straniero (2009), Premio Ubu Speciale (2009), Premio Hystrio Castel dei Mondi (2010), Silver Laurel Wreath Award / MESS Festival di Sarajevo (2011) per Dies irae, Eolo Award (2012) per La Repubblica dei Bambini, ACT Festival Prize (2012) e BE FESTIVAL 1st Prize (2012) per Homo ridens, Best of Be Festival (2016)  per Overload_studio, Premio Ubu Spettacolo dell’anno (2018)  per Overload, Premio Scenari Pagani (2019).
Sotterraneo si forma attorno allo spettacolo 11/10 in apnea (Generazione Premio Scenario 2005). Negli anni successivi produce spettacoli che circuitano nelle più importanti piazze italiane e internazionali: Post-it (2007), La Cosa 1 (2008), il Dittico sulla specie composto da Dies irae _ 5 episodi intorno alla fine della specie (2009) e L’origine delle specie _ da Charles Darwin (2010), Homo ridens (2011), lo spettacolo di teatro infanzia La Repubblica dei bambini (2011), il Daimon Project composto da BE LEGEND! (2013) e BE NORMAL! (2013), lo spettacolo WAR NOW! (2014, in coregia col regista lettone Valters Sīlis nell’ambito del progetto europeo Shared Space), Il giro del mondo in 80 giorni (2015), Overload (2017), Shakespearology (2019) e lo spettacolo per bambini I futurnauti (2019) toccano le principali città della penisola e approdano in Spagna, Germania, Francia, Inghilterra, Portogallo, Olanda, Svizzera, Russia, Bosnia Erzegovina, Slovenia, Croazia, Cile. Negli stessi anni Sotterraneo cura anche progetti di altro formato: corti teatrali, performance in site-specific, mise-en-espace, progetti su commissione. Nel 2012 il collettivo viene scelto dal prestigioso Rossini Opera Festival di Pesaro per dirigere Il signor Bruschino di Gioachino Rossini.
Sotterraneo si occupa anche di formazione teatrale, curando progetti laboratoriali per varie strutture tra le quali Comune di Firenze, Fondazione Toscana Spettacolo, Centrale Fies, Amat, Irigem, Fanny & Alexander, Laboratorio Nove, Università degli Studi di Firenze, Associazione Teatrale Pistoiese, Theatre of Europe (London), Istituto italiano di cultura (London), Be Festival (Birmingham), Teatro de La Abadia (Madrid).
Nel biennio 2008-2009 la compagnia è sostenuta dal progetto ETI “Nuove Creatività”, dal 2008 a oggi riceve un contributo annuale dalla Regione Toscana, mentre dal 2015 viene riconosciuto e finanziato dal Comune di Firenze e dal Ministero dei Beni Culturali. Dal 2007 entra a far parte del progetto Fies Factory creato da Centrale Fies, dal 2013 è compagnia residente presso l’Associazione Teatrale Pistoiese, nel 2017 entra a far parte del network europeo Apap – Performing Europe 2020 e nel 2019 del network europeo SHIFT KEY.

## Teatro
- 2005 - 11/10 in apnea
- 2005 - 100 °C: cose di Andersen
- 2006 - uno - il corpo del condannato
- 2007 - Post-it
- 2008 - Suite
- 2008 - La Cosa 1
- 2009 - Dies irae _ 5 episodi intorno alla fine della specie
- 2010 - L'origine delle specie _ da Charles Darwin
- 2011 - La Repubblica dei bambini
- 2011 - Homo ridens
- 2012 - Be Legend!
- 2013 - Be Normal!
- 2014 - War now!
- 2015 - Il giro del mondo in 80 giorni
- 2017 - Overload (vincitore Premio Ubu Miglior Spettacolo 2018)
- 2019 - Shakespearology
- 2019 - I Futurnauti

## Premi
- 2005 Segnalazione speciale premio Scenario (11/10 in apnea)[1]
- 2009 Vincitore Premio Lo Straniero[2]
- 2009 Premio speciale Ubu per la capacità di rinnovare la scena, mettendo alla prova la tenuta del linguaggio e facendo emergere gli aspetti più inquieti e imbarazzati del nostro stare nel mondo attraverso l'uso intelligente di nuovi codici visuali e linguistici[3]
- 2010 Premio Hystrio | Castel dei Mondi[4]
- 2011 Silver Laurel Wreath Award (Dies irae _ 5 episodi intorno alla fine della specie)
- 2012 Eolo Award come miglior novità (La Repubblica dei bambini)[5]
- 2012 ACT Festival Prize
- 2012 BE FESTIVAL 1st Prize a Birmingham (Homo ridens)[6]
- 2019 Premio Ubu miglior spettacolo (Overload)[7]